# Bruckmann Verlag
Der Bruckmann Verlag ist ein über 160 Jahre alter deutscher Verlag mit Sitz in München. Er war anfangs international für seine hochwertigen Bildreproduktionen und Kunstpublikationen bekannt, ab 1933 stand er durch den Verleger Hugo Bruckmann dem Nationalsozialismus nahe. Seit 1999 gehört er zum Verlagshaus GeraNova Bruckmann und ist auf den Gebieten Tourismus, Outdoor und Sport tätig, unter anderem durch Herausgabe der Zeitschrift Bergsteiger.

## Geschichte

Deckblatt des Katalogs zur X. Ausstellung der Münchener Sezession 1904

### Anfänge bis 1933
1858 gründete Friedrich Bruckmann in Frankfurt am Main den Verlag für Kunst und Wissenschaft. Er brachte vor allem hochwertige fotografische Reproduktionen heraus und verlegte Werke von Gottfried Semper und Wilhelm Kaulbach. Seit 1861 firmiert der Verlag mit Unterbrechungen unter dem Namen Bruckmann: In diesem Jahr zog Bruckmann nach Stuttgart, wo er mit dem Friedrich Bruckmann’s Verlag ein neues Unternehmen gründete, das sich ebenfalls auf fotografische Reproduktionen spezialisierte. 1863 zog das Unternehmen nach München, wo es sich nacheinander in der Barer Straße 6, der Luisenstraße 8 und schließlich in der Kaulbachstraße 22 befand. Der Verlag war für die Qualität ihrer Drucke bekannt. Die 1864 eingerichtete Druckerei und Grafikabteilung machten es Bruckmann leicht, neue Techniken wie den Lichtdruck, die Heliogravüre und die Autotypie für das eigene Programm anzuwenden. Mit Gründung der Photographischen Union 1884 sollte noch mehr Augenmerk auf die Weiterentwicklung von Reproduktionsverfahren gelegt werden. im Bruckmann Verlag ging auch 1904 die weltweit erste Rollen-Tiefdruckmaschine in Betrieb.
Der Bruckmann Verlag war seit den 1860er Jahren auch international erfolgreich, mit Filialen unter anderem in Paris, London und Sankt Petersburg. Sein Portfolio bestand neben den Bildreproduktionen bis ins Jahr 2000 aus Werken zur Kunst und Kulturgeschichte. 1875 übernahm Friedrich Bruckmanns ältester Sohn Alphons (von) Bruckmann (1855–1945) die Verlagsleitung, 1881 fing auch dessen Bruder Hugo Bruckmann an für den Verlag zu arbeiten. 1896 gewann er den antisemitischen Autor Houston Stewart Chamberlain für den Verlag, der dort insgesamt 34 Publikationen veröffentlichte, insbesondere 1899 das rassistische und antisemitische Werk Grundlagen des neunzehnten Jahrhunderts. Damit begann durch das Wirken Hugo Bruckmanns die Hinwendung des Verlags zum völkischen Gedankengut, das nach dem Ersten Weltkrieg Grundlage für die Ausbreitung des Nationalsozialismus wurde.

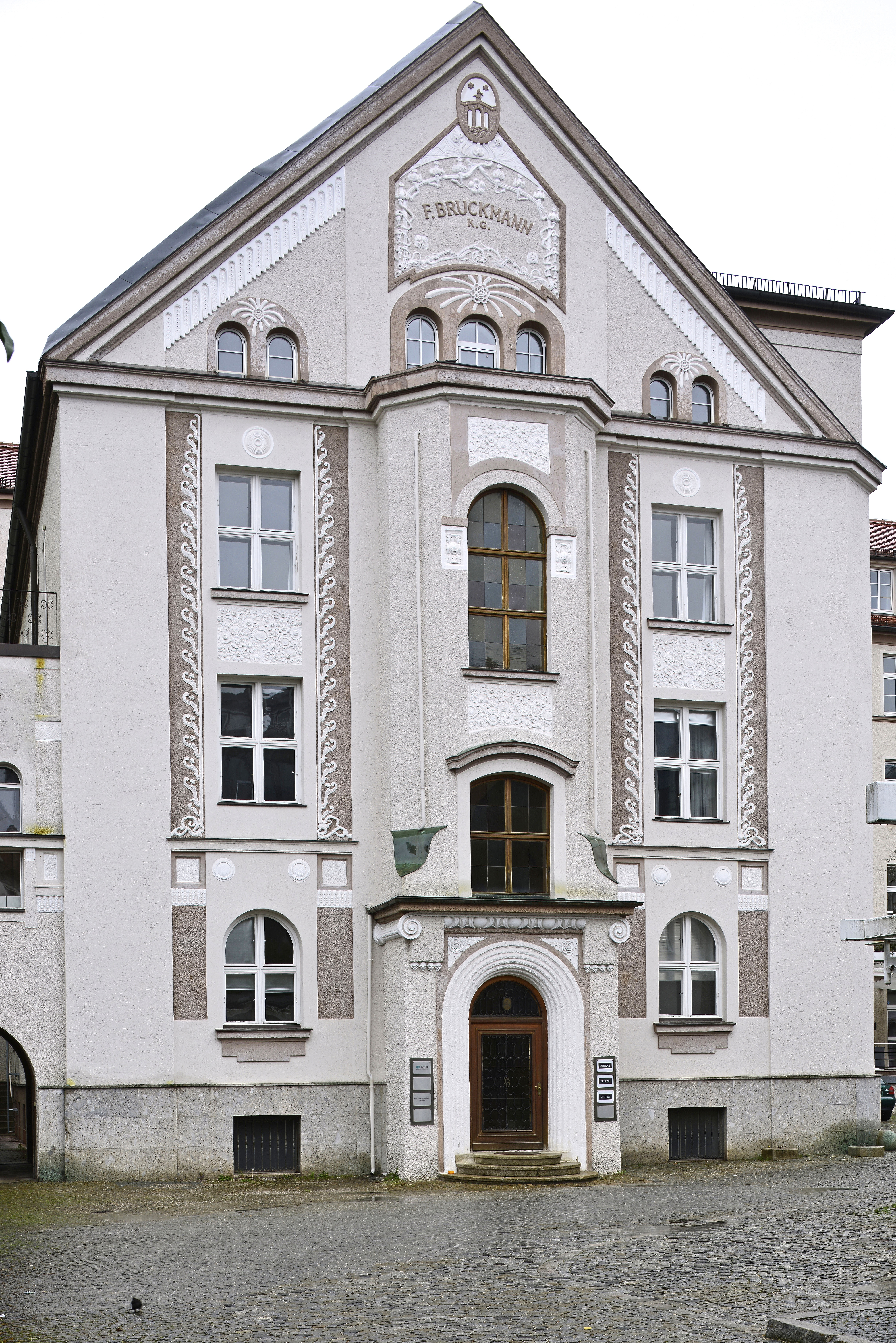
Verlagsgebäude des Bruckmann Verlags, von Martin Dülfer 1897–1898 in der Nymphenburger Straße 86 erbaut

Mitte der 1880er Jahre stieg der Verlag in die Herausgabe von Kunstzeitschriften ein, darunter die einflussreichen Serien Die Kunst für Alle, Dekorative Kunst/L’Art Décoratif (mit Julius Meier-Graefe, 1898–1929), Die Kunst (1899–1945) und Pantheon (1928–1944). Während Die Kunst für Alle über lange Zeit eine der auflagenstärksten Kunstzeitungen Deutschland war, ist L’Art Décoratif für ihre Bedeutung für den Jugendstil und insbesondere das Wirken Henry van de Veldes bekannt.
Nach dem Tod Friedrich Bruckmanns 1889 übernahmen Alphons und Hugo Bruckmann zunächst gemeinsam die Verlagsleitung. 1892 wechselte Alphons Bruckmann jedoch in den Aufsichtsrat, sein Posten ging an den gelernten Verlagsbuchhändler Fritz Schwartz (1856–1914), der seit 1880 für den Bruckmann Verlag arbeitete. 1898 zog das erfolgreiche Unternehmen in ein repräsentatives Verlagsgebäude an der Nymphenburger Straße 86, von Martin Dülfer im Jugendstil erbaut.

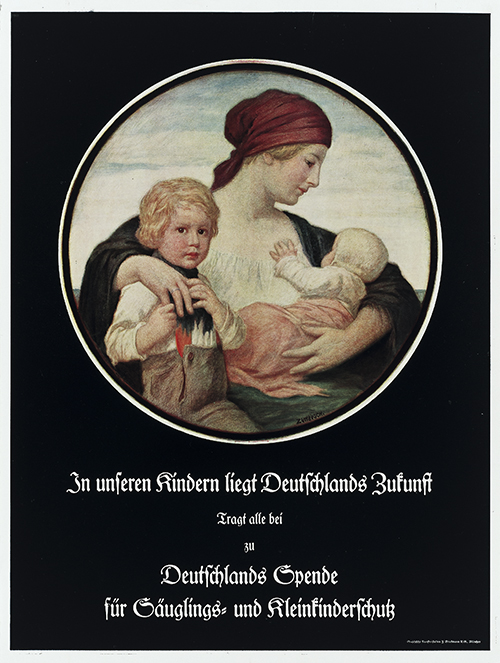
Plakatdruck „Graphische Kunstanstalten F. Bruckmann AG“;
für „[…] Deutschlands / Spende für Säuglings- und Kleinkinderschutz“; Entwurf von Ludwig von Zumbusch, 1917, Erster Weltkrieg

Schwartz und Bruckmann verstanden sich nicht, 1908 schied Bruckmann aus der Geschäftsleitung aus. Im selben Jahr fusionierte der Bruckmann Verlag mit der Buch- und Kunstdruckerei von Alphons Bruckmann zur F. Bruckmann AG. In den 1920er Jahren wurde Alfred Bruckmann (1892–1964), Sohn von Friedrich Bruckmanns drittem Sohn Oskar, Teil des Verlagsvorstandes. Alfred Bruckmann, der die politischen Überzeugungen seines Onkels zwar nicht teilte aber gerne nutzte, erweiterte das Verlagsportfolio um populärwissenschaftliche Bücher zu Geschichte, Wohnen und baute vor allem die Reise- und Bergliteratur aus. Seit 1900 hatte der Verlag bereits die Zeitschrift des deutsch-österreichischen Alpenvereins herausgegeben, 1920 erschien Raoul Heinrich Francés Wanderungen in der Umgebung Münchens. 1927 wurde der Verlag um eine „Abteilung für Alpine Literatur“ ergänzt, man arbeitete mit dem Deutschen und Österreichischen Alpenverein zusammen. Seit 1930 bis heute erscheint die Zeitschrift Der Bergsteiger, 1934 folgte das amtliche Organ des Fachamtes Bergsteigen im Deutschen Reichsbund für Leibesübungen.

### Der Bruckmann Verlag während der NS-Herrschaft
Nachdem ein eigener Verlag wenig erfolgreich gewesen war, kehrte Hugo Bruckmann 1933 in die Verlagsleitung zurück. Hugo Bruckmann, der zusammen mit seiner Frau Elsa Bruckmann seit den frühen 1920er Jahren zu den Förderern und Freunden Adolf Hitlers gehört, richtete den Verlag in der Folge stark auf die Ideen des Nationalsozialismus aus, u. a. mit Publikationen wie Wehrpflicht des Geistes (1935), Oberdonau, die Heimat des Führers (1940) und Die Wehrtechnik bei Albrecht Dürer (1943). Während des Dritten Reiches setzte eine Blütezeit des Verlages ein, der durch seine politischen Kontakte viele Buchaufträge erhielt. Trotz des nationalsozialistischen Programms und Hugo Bruckmanns hervorragenden Kontakten konnte der Bruckmann Verlag allerdings seinem größten Konkurrenten, dem Verlag Franz Eher Nachf. nicht den Rang als bevorzugter NS-Verlag ablaufen. Daran konnte auch der 1934 abgeschlossene Lobby-Vertrag mit Hans Hinkel nichts ändern, der Bruckmann wiederholt über geplante „Arisierungen“ von Verlagen informierte. Bruckmann war an einer Übernahme der Verlage S. Fischer und Paul Cassirer interessiert, es kam jedoch nie dazu. Als die F. Bruckmann AG 1937 in eine Kommanditgesellschaft umgewandelt wurde, wurden Alfred Bruckmann und der Rechtsanwalt Albert von Miller (1895–1959), der seit 1934 für den Verlag tätig war, zu Komplementären. 1941 starb Hugo Bruckmann, Alfred Bruckmann war nun alleiniger Verlagsleiter, änderte jedoch nichts an der Zusammenarbeit mit den Nationalsozialisten und profitierte weiter davon. Er konnte erreichen, dass der Verlag als „kriegswichtig“ eingestuft wurde. Bei Bombenangriffen 1944 und 1945 wurden über die Hälfte der Gebäude und Maschinen des Verlages zerstört.
Jürgen Kühnert charakterisierte den Verlag zur Zeit des Nationalsozialismus wie folgt:

„Insgesamt war der Bruckmann Verlag jedoch kein eindeutig nationalsozialistisches Unternehmen. Das Programm beruhte zwar in weiten Teilen auf einer völkisch-nationalistischen, teils auch rassistischen Grundhaltung, blieb wegen seiner gehobenen bürgerlichen Zielgruppe aber meist bei einem gemäßigten, konservativen Ton. Um die internationale Absatzfähigkeit zu erhalten, behielt vor allem das Kunstprogramm eine liberale Ausrichtung bei und blieb auch im Dritten Reich zumeist Spiegelbild eines bürgerlichen Kunstgeschmacks.“

### Nach dem Zweiten Weltkrieg
Nach dem Zweiten Weltkrieg bekam der Verlag dank Albert von Miller, den die amerikanische Militärregierung als unbelastet eingestuft hatte, frühzeitig seine Verlagslizenz zurück. Im Juni 1946 nahm der Verlag wieder seine Arbeit auf, nun als Münchner Verlag und Graphische Kunstanstalten. 1948 galt auch Alfred Bruckmann als entnazifiziert und wurde wieder Verlagsleiter. Nach seinem Tod 1964 übernahm Erhardt D. Stiebner (1924–2015) den Posten des persönlich haftenden Gesellschafters. Der Verlag knüpfte mit Büchern der Bergsteiger Luis Trenker und Helmut Dumler an die alpine Tradition an und baute den Programmbereich in den 1980er Jahren aus.
Von 1986 bis 1999 firmierte der Verlag als F. Bruckmann München Verlag + Druck GmbH & Co. Produkt KG, Stiebner war zusammen mit Wilfried Meusburger Geschäftsführer. In den 1990er Jahren löste Jörg Stiebner seinen Vater in der Geschäftsführung ab. Nach der Übernahme des J. Berg Verlags im Jahr 1995 wuchsen die Segmente Alpin- und Outdoor-Literatur. Radführer ergänzen das Angebot seit den 1980er Jahren; in den 1990er Jahren wurde das Programm um Motorradführer erweitert. Parallel dazu wurde das Reisebildband-Segment ausgebaut.
1999 kaufte GeraNova die Reise- und Outdoorbereiche des Bruckmann Verlags, wodurch das Verlagshaus GeraNova Bruckmann entstand. Die Bereiche rund um Kunst, Kultur Grafik und Design wurden von der SMG Stiebner Medien GmbH als Bruckmann KunstKultur weitergeführt, heute firmiert das Unternehmen als Stiebner Verlag GmbH. 2008 erwarb GeraNova Bruckmann den Verlag Frederking & Thaler von Prestel und führt Frederking und Thaler seit 2012 als Imprint des Bruckmann Verlags.
Von 2006 bis 2011 erschien die Zeitschrift Climb!, der ersten deutschsprachigen Zeitschrift für Hallenkletterer. Das Magazin Procycling für Radsportler erschien seit April 2007, wurde 2010 an das Degen-Mediahouse verkauft.